# Gaivina-de-nuca-preta

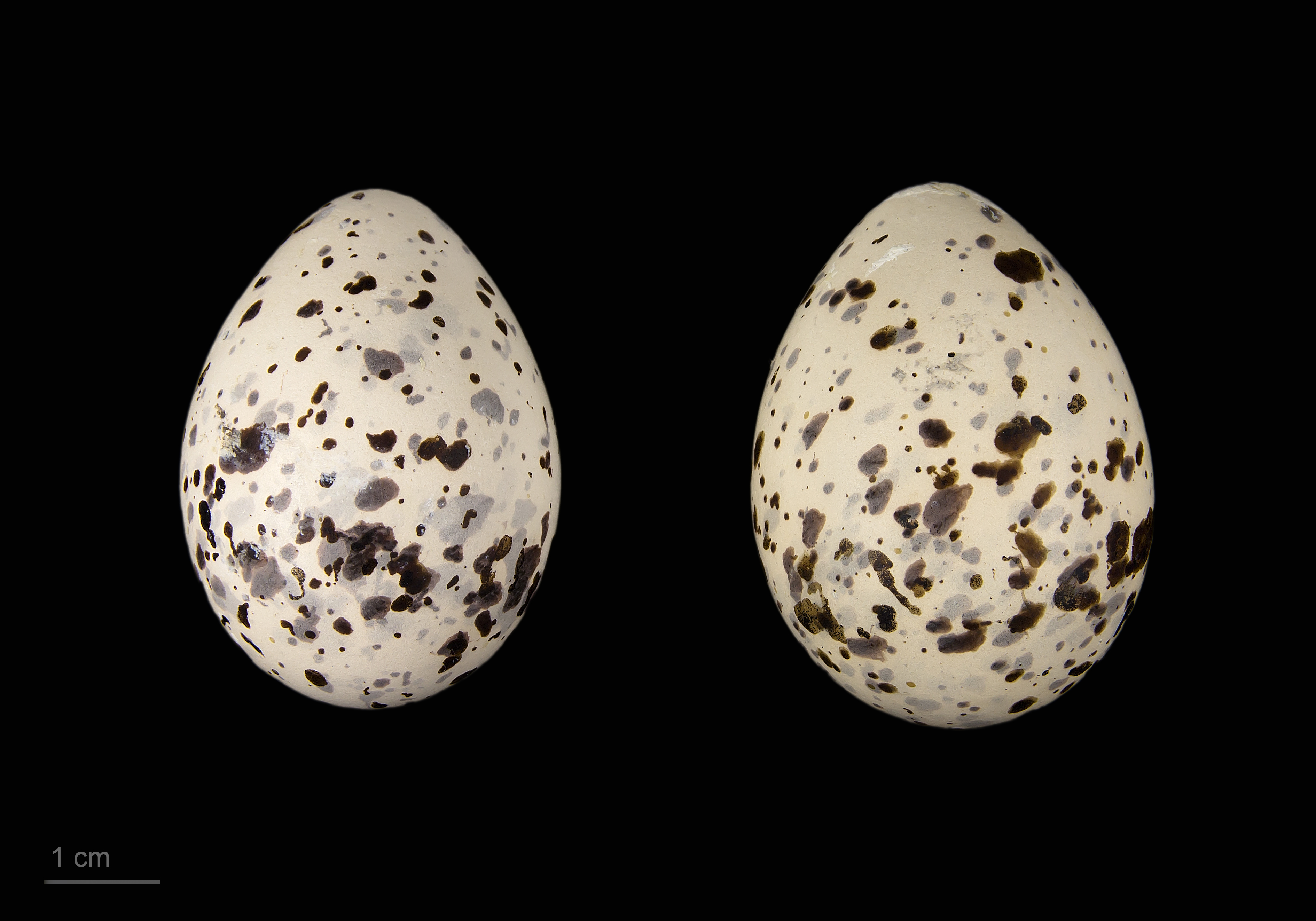
Sterna sumatrana - MHNT

A gaivina-de-nuca-preta  (Sterna sumatrana) é uma andorinha-do-mar oceânica encontrada principalmente em áreas tropicais e subtropicais dos oceanos Pacífico e Índico. Raramente é encontrada no interior.

## Descrição
A gaivina-de-nuca-preta mede cerca de 30 cm de comprimento com um comprimento de asa de 21-23 cm. Seus bicos e pernas são pretos, mas as pontas de seus bicos são amarelas. Eles têm longas caudas bifurcadas. A gaivina-de-nuca-preta tem um rosto e peito brancos com costas e asas branco-acinzentadas. O primeiro par de suas penas primárias são cinzas.
Existem duas subespécies listadas:
- S. s. mathewsi ( Stresemann, 1914) — ilhas do oceano Índico ocidental
- S. s. sumatrana  Raffles, 1822 — ilhas do leste do oceano Índico até o oeste do Pacífico e Australásia